# Звягильский, Ефим Леонидович
Ефи́м Леони́дович Звяги́льский (укр. Юхим Леонідович Звягільський; 20 февраля 1933, Сталино — 6 ноября 2021, Киев) — украинский государственный и политический деятель, исполняющий обязанности Премьер-министра Украины (1993—1994), депутат Верховной Рады Украины (1990—2019), доктор технических наук (2001), профессор (1992), Герой Социалистического Труда (1986), Герой Украины (2003).

## Биография
Ефим Звягильский родился 20 февраля 1933 года в еврейской семье в городе Сталино (ныне — Донецк).

### Образование
В 1956 году окончил горный факультет Донецкого индустриального института, специальность — горный инженер.

### Производственная деятельность
С 1957 по 1970 год Ефим Звягильский прошёл карьерный путь от помощника начальника угольного участка до начальника шахты № 13 треста «Куйбышевуголь» в Донецке. Следующие девять лет (1970—1979) он работал директором шахтоуправления «Куйбышевская», а в период с ноября 1979 по ноябрь 1992 года — был директором «Шахты им. А. Ф. Засядько».

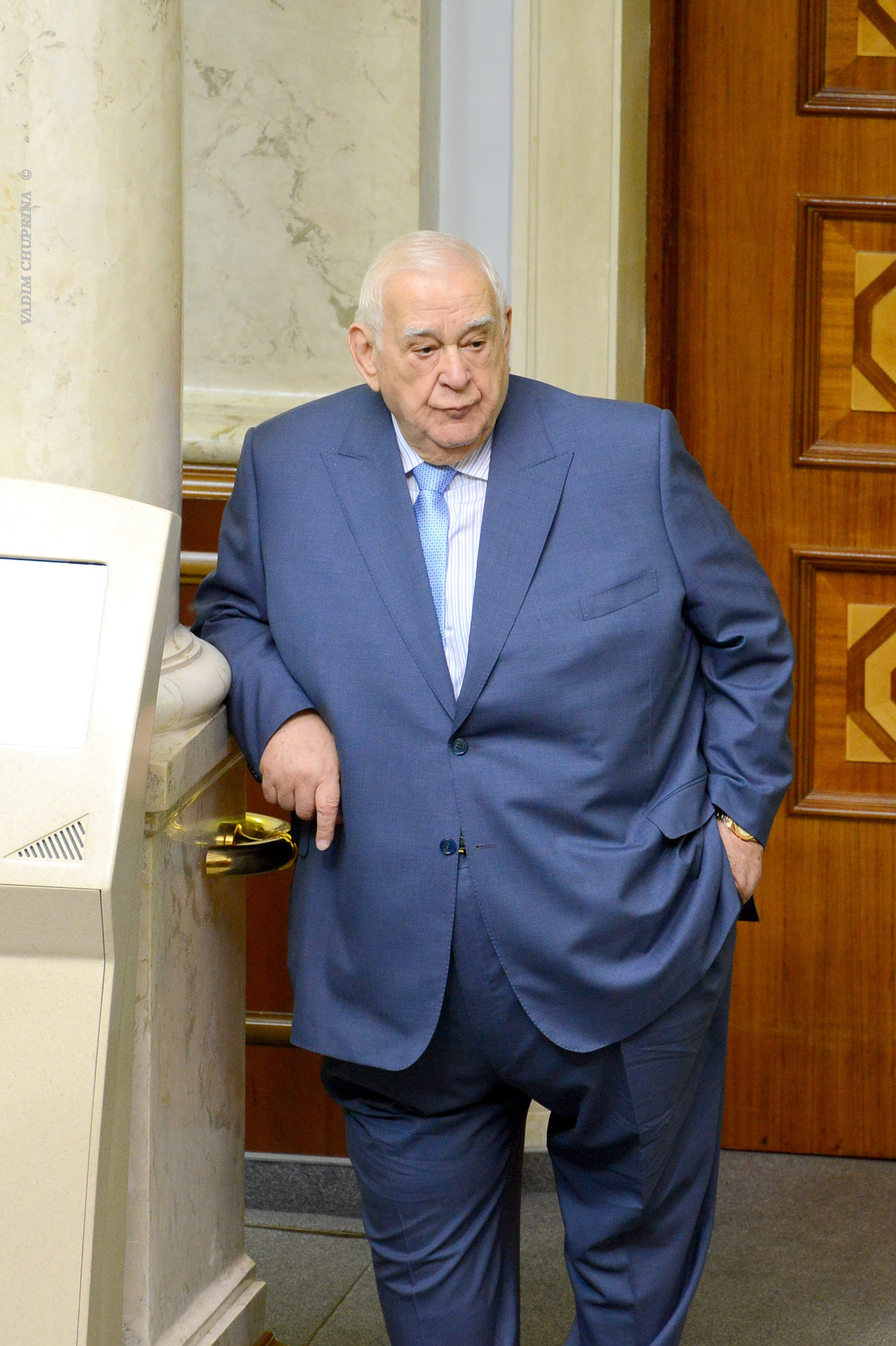
Ефим Звягильский в Верховной раде Украины. 2013 год

### Политическая деятельность
В марте 1990 года член КПСС Ефим Звягильский был избран народным депутатом Украины от одномандатного избирательного округа № 112. В то же время он в течение ещё двух лет оставался на своей старой работе на «Шахте им. А. Ф. Засядько», а в ноябре 1992 года был избран председателем донецких горсовета и горисполкома.
В июне 1993 года Ефим Звягильский был назначен первым заместителем премьер-министра Украины в кабинете Леонида Кучмы. 22 сентября 1993 года после отставки последнего, Ефиму Звягильскому поручили исполнять обязанности премьер-министра. Однако ввиду болезни, уже через несколько дней фактическим руководителем Кабмина вместо Ефима Звягильского стал президент Украины Леонид Кравчук.
На парламентских выборах в марте 1994 года Ефим Звягильский вновь был избран депутатом Верховной Рады Украины, однако на этот раз от одномандатного избирательного округа № 110 и как беспартийный.

### Репатриация в Израиль
В преддверии президентских выборов летом 1994 года Ефим Звягильский был одной из главных мишеней критики со стороны оппозиции, как лицо приближённое к президенту Леониду Кравчуку, обвинялся в злоупотреблениях служебным положением и т. п. В результате этой кампании Ефим Звягильский оказался под угрозой следствия и 15 июня 1994 года покинул свой правительственный пост. В ноябре того же года он репатриировался в Израиль.

### Возвращение на родину
В Украину Ефим Звягильский вернулся в марте 1997 года и таким образом более двух лет подряд не участвовал в заседаниях парламента, хотя и оставался его полноправным членом. После возвращения вновь возглавил правление арендного предприятия «Шахта им. Засядько», на которой с 1999 г. регулярно случались аварии с летальным исходом. В ходе парламентских выборов 1998 г. в третий раз был избран народным депутатом (от одномандатного округа № 43).
В то же время ещё беспартийный Ефим Звягильский поддерживался Партией регионов (ПР), которая традиционно пользовалась самой большой поддержкой на Донбассе, где находился избирательный округ № 43. Ефим Звягильский стал одним из лидеров ПР в Донбассе и на парламентских выборах в 2002 году был избран народным депутатом в четвёртый раз.
В 2006 году Ефим Звягильский в пятый раз подряд стал членом украинского парламента (№ 9 избирательного списка Партии регионов).
В 2007 году Ефим Звягильский в шестой раз стал депутатом Верховной Рады Украины (№ 9 избирательного списка Партии регионов), что кроме него никому не удалось.
В 2012 году Ефим Звягильский в седьмой раз стал депутатом Верховной Рады Украины по мажоритарному округу № 45 в Донецкой области. 12 декабря 2012 года, как старейший по возрасту депутат, зачитывал текст присяги на первом торжественном заседании новоизбранной Верховной Рады.
В 2014 году Ефим Звягильский в восьмой раз стал депутатом Верховной Рады Украины по мажоритарному округу № 45 в Донецкой области, набрав 1454 голоса избирателей, что составило 72,73 % от всех, кто принял участие в выборах на округе. Вошёл во фракцию Оппозиционного блока. Должен был открыть первое заседание нового созыва ВР, ибо согласно Конституции Украины это поручается самому старшему по возрасту депутату, который также зачитывает присягу перед открытием первой сессии новоизбранной Верховной Рады, после чего депутаты скрепляют присягу своими подписями под её текстом, но коалиция категорически возражала против его кандидатуры. В результате, присягу зачитали все хором, а начал председатель Верховной Рады предыдущего созыва, Звягильский же под крики некоторых депутатов объявил об открытии заседания.
Ефим Звягильский не баллотировался на парламентских выборах 2019 года.

### Научная деятельность
- Кандидатская диссертация «Наблюдение региональных технологических схем выемочного поля при разработке тонких наклонных слоёв (относительно Донецко-Макеевского района Донбасса)» (Московский горный институт (ныне — Горный институт НИТУ «МИСиС»), 1972);
- Докторская диссертация «Геомеханические основы обвалов земной поверхности над шахтами, которые могут быть ликвидированы» (Институт геотехнической механики НАН Украины, 2000).

Автор и соавтор многих научных работ, среди них монографий:
- «Проветривание и газовый режим шахты им. А. Ф. Засядько: состояние и пути совершенствования» (2003),
- «Повышение эффективности проветривания угольных шахт с высоконагруженными лавами» (2004),
- «Совершенствование вентиляции и дегазации угольных шахт» (2005).

## Личная жизнь
Был женат, супруга — Людмила Ефимовна, дочь — Стелла.

### Смерть
4 ноября 2021 года стало известно, что Звягильский после заболевания коронавирусом в очень тяжёлом состоянии попал в реанимацию одной из киевских больниц, где 6 ноября 2021 года умер.
9 ноября 2021 года в клубе Кабинета министров на улице Институтской прошла церемония прощания с Ефимом Звягильским, среди прибывших на которую были экс-премьер Юлия Тимошенко, председатель Верховной рады Руслан Стефанчук, мэр Киева Виталий Кличко и бизнесмен Ринат Ахметов. Похоронен в тот же день на Байковом кладбище.

## Награды и звания
- Герой Социалистического Труда (1986).
- 20 февраля 2003, в день 70-летия Ефима Звягильского, ему было присвоено звание Героя Украины[13].
- Награждён украинским орденом князя Ярослава Мудрого V степени (18 августа 2009)[14].
- Награждён украинским орденом князя Ярослава Мудрого IV степени (27 апреля 2013)[15].
- Награждён советскими орденами Ленина (1986), Октябрьской революции (1981), Трудового Красного Знамени (1971), медалью «В ознаменование 100-летия со дня рождения Владимира Ильича Ленина» (1970).
- Лауреат Государственной премии Украины в области науки и техники (2002)[16].
- Заслуженный шахтёр УССР (1979).
- Почётный гражданин Донецкой области (2012)[17].
- В 1998 году Звягильскому присвоено звание «Почётный гражданин Донецка»[18].
- Именем Звягильского в Киевском районе г. Донецка названа улица.
- Являлся сопрезидентом Еврейской конфедерации Украины[19].